# Borsigtor

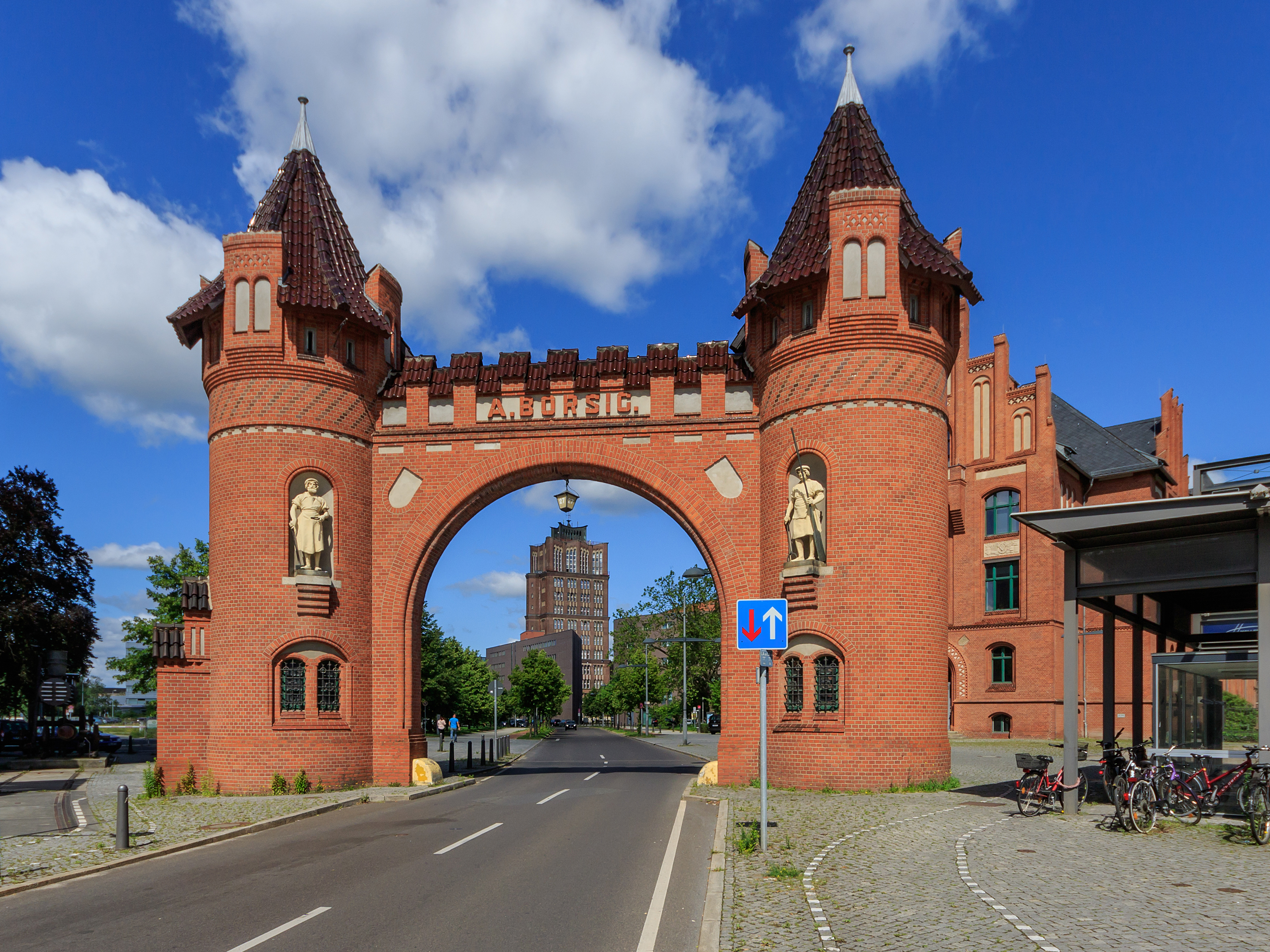
Borsigturm sett genom Borsigtor

Borsigtor är en byggnad i Tegel i Berlin i Tyskland, som uppfördes 1898 som fabriksentré för lokomotivfabriken Borsig-Werke. Den ritades av Konrad Reimer och Friedrich Körte.
Den är ritad i nyromansk stil och byggd i tegel med massiva tjocka väggar, små fönster och välvda bågar. Den är avsedd att se gammal ut, och är inspirerad av romansk arkitektur från den tidiga medeltidens Europa. Över porten är inhugget "A. Borsig" efter familjeföretagets grundare August Borsig, som hade etablerat företaget 1837 vid Chausseestrasse utanför Oranienburger Tor, en av Berlins norra stadsportar. 
Byggnaden är ett byggnadsminne.